# 德州戰鬥 (國軍內戰)
德州戰鬥發生於1931年8月8日，地點則是在中國冀東一帶，是國民革命軍內部所發生的內戰戰鬥之一，也是中原大戰主要戰役。德州戰鬥的交戰雙方，一方為蔣中正轄下的國軍中央軍，另一方為石友三部隊。